# Евод
Ево́д  (Еводий, др.-греч. Εὔοδος, Εὐόδιος) — святой  Православной и Католической церкви, упоминаемый в Библии (Послание ап. Павла Филиппийцам, 4:2) апостол от семидесяти, был первым после святого апостола Петра епископом в Антиохии Сирийской. О нём упоминает его преемник священномученик Игнатий Богоносец, епископ Антиохийский, ученик святого апостола Иоанна Зеведеева (Иоанн Богослов), в своём послании антиохийцам: «Поминайте блаженного отца вашего Евода, который был поставлен вам от апостолов первым пастырем…».
Святой Евод служил в сане епископа двадцать семь лет и скончался мученической смертью при императоре Нероне (54 — 68 гг. н. э.). Святой написал несколько сочинений. В одном из них он пишет о Пресвятой Деве Марии, что Она родила миру Спасителя в возрасте пятнадцати лет.
Почитается в лике священномученика. 
Память апостола Евода совершается в Православной церкви 4 (17) января (Собор апостолов от семидесяти) и 7 (20) сентября, в Католической церкви — 6 мая.